# Lakowanie
Lakowanie – zabieg profilaktyczny wykonywany w zdrowych zębach stałych i mlecznych, polegający na pokryciu uszczelniaczem (lakiem) bruzd, szczelin i zagłębień.
Lakuje się powierzchnie żujące i otwory ślepe w zębach trzonowych stałych i mlecznych, w zębach przedtrzonowych stałych, a także zagłębienia górnych bocznych siekaczy stałych. Miejsca te, ze względu na budowę anatomiczną, sprzyjają zaleganiu resztek pokarmowych. Są także bardzo trudne do oczyszczenia, szczególnie dla dzieci. Dzięki lakowaniu eliminuje się możliwość rozwoju próchnicy w trudno dostępnych miejscach. 
Lakowanie zmniejsza ryzyko wystąpienia próchnicy nawet w 90%. Zęby prawidłowo zalakowane stają się prawie całkowicie odporne na najczęściej występującą formę próchnicy. Gładka powierzchnia laku umożliwia łatwiejszą higienę jamy ustnej. Najbardziej narażone na rozwój próchnicy są pierwsze stałe zęby trzonowe („szóstki”) oraz mleczne trzonowce – zęby te powinny być zalakowane w pierwszej kolejności. Zabieg ten powinien być przeprowadzony na zębach całkowicie zdrowych. W zębach objętych próchnicą początkową wykonuje się lakowanie poszerzone. W zębach mlecznych zaleca się pokrycie bruzd lakami kolorowymi (lakowanie kolorowe).
Cała procedura jest całkowicie bezbolesna. Wykonują ją lekarze dentyści, higienistki lub asystentki stomatologiczne.

## Rodzaje laków
1. żywice (typu BIS-GMA)
2. cementy szklano-jonomerowe
3. laki kompozytowe (typu flow) – najbardziej wytrzymałe, często kariostatyczne (uwalniają fluor, przyśpieszając mineralizację zębów). Występują one w szerokiej gamie kolorystycznej:
  - lak biały
  - lak przezroczysty
  - lak kolorze zębowym według kolornika Vita - A1, A2, A3
  - lak kolorowy-żółty, różowy, niebieski, jasny zielony, pomarańczowy

## Wytrawiacz do lakowania
Wytrawiacz to kwas ortofosforowy o podwyższonym stężeniu do 40% i zmienionej konsystencji umożliwiającej dokładne zapływanie preparatu w zagłębienia szkliwa oraz dokładną jego penetrację. Skraca czas preparacji szkliwa do 10-15 sekund przed zabiegami lakowania lub szynowania zębów.

## Przebieg zabiegu

### Lakowanie klasyczne
Ząb lakowany powinien być całkowicie wolny od próchnicy, a w trakcie zabiegu zabezpieczony przed dostępem śliny. Powierzchnię przeznaczoną do lakowania należy oczyścić mechanicznie przy pomocy wiertła typu szczoteczka na końcówkę mikrosilnika lub użyć piaskarki abrazyjnej. Oczyszczoną powierzchnię pokrywa się 40-procentowym wytrawiaczem do lakowania lub 37-procentowym kwasem ortofosforowym (wytrawiacz). 40-procentowy wytrawiacz do lakowania skraca czas chemicznej preparacji powierzchni szkliwa do 15 sekund, dzięki lepkiej konsystencji lepiej zapływa w głąb szczelin i bruzd. Na tak spreparowane szkliwo należy nanieść lak i polimeryzować światłem lampy diodowej według zaleceń producenta. Jeżeli lak jest z grupy materiałów złożonych, należy po wytrawianiu kwasem ortofosforowym, a przed nałożeniem laku, pokryć szkliwo systemem wiążącym typu bond. 

### Lakowanie poszerzone
Lakowanie poszerzone – zabieg profilaktyczny wykonywany na powierzchniach żujących zębów trzonowych i przedtrzonowych stałych z niewielką próchnicą początkową w obrębie szkliwa. 
Zabieg jest bezbolesny. Polega na usunięciu wiertłem diamentowym na końcówkę turbinową tkanki zmienionej próchnicowo. Kolejne etapy postępowania są analogiczne jak podczas zabiegu lakowania (wytrawianie, pokrycie lakiem, polimeryzacja). 
Metoda oszczędza twarde tkanki zęba i chroni zdrowe bruzdy przed próchnicą. Jest kombinacją zabiegów- lakowania i zakładania wypełnienia. Lak pokrywa bruzdy nawiercane i zdrowe. Wykonuje się go z użyciem materiałów złożonych typu kompozyt płynny - flow. 

### Lakowanie kolorowe
Lakowanie kolorowe - zabieg profilaktyczny przeznaczony do zapobiegania próchnicy bruzd i otworów ślepych w zębach trzonowych mlecznych. Zabieg jest bezbolesny, wymaga zachowania suchości zęba podczas wykonywania czynności lakowania (bez dostępu śliny). 
Ząb lakowany powinien być całkowicie wolny od próchnicy, a w trakcie zabiegu zabezpieczony przed dostępem śliny. Powierzchnię przeznaczoną do lakowania należy oczyścić mechanicznie przy pomocy wiertła typu szczoteczka na końcówkę mikrosilnika lub użyć piaskarki abrazyjnej. Oczyszczoną powierzchnię pokrywa się 40% " Wytrawiaczem do lakowania" lub 37% kwasem ortofosforowym (wytrawiacz). Na tak spreparowane szkliwo należy nanieść system wiążący typu bond i polimeryzować światłem lampy diodowej według zaleceń producenta. Następnie bruzdę pokrywamy płynnym lakiem kompozytowym w wybranym przez dziecko kolorze i polimeryzujemy według zaleceń producenta.
Kolory kompozytowych laków szczelinowych typu flow:
- biały
- żółty
- jasny zielony
- różowy
- niebieski
- pomarańczowy